# Henrietta của Anh
Henrietta Anne của Anh (tiếng Pháp: Henriette-Anne Stuart d'Angleterre; 16 tháng 6 năm 1644 - 30 tháng 6 năm 1670), biệt danh Minette, là một Vương nữ Anh, con gái của Charles I của Anh và Henriette Marie của Pháp. Đến Vương quốc Pháp vào năm 3 tuổi, bà tham dự một cách vinh hạnh trong triều đình của anh họ, Louis XIV của Pháp. Bà cưới em trai của nhà Vua, Philippe I xứ Orléans, do vậy bà trở thành Fils de France với nhã xưng [Madame]. Bà đóng vai trò quan trọng trong Hòa ước bí mật Dover giữa Pháp và anh trai bà là Charles II của Anh. Cùng năm khi diễn ra cuộc ký kết, Henrietta qua đời đột ngột, nguyên nhân được cho là bà bị đầu độc. 
Qua con gái Anne Marie của Orléans, Henrietta là bà ngoại của Maria Adelaide của Savoia, do vậy là bà cố ngoại của Louis XV của Pháp. Ngoài ra, bà cũng là tổ tiên của Felipe VI của Tây Ban Nha, Philippe của Bỉ và Henri của Luxembourg.

## Tiểu sử

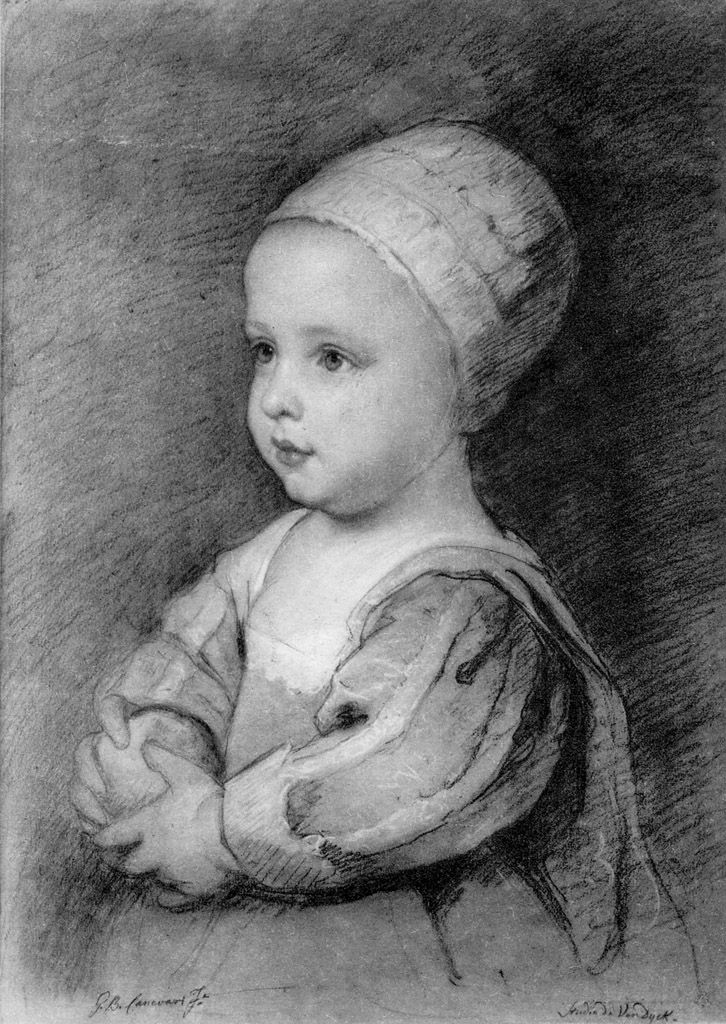
Henrietta khi còn nhỏ.

Ngày sinh của Henrietta là 16 tháng 6 theo lịch cũ, và 26 tháng 6 chiếu theo lịch mới. Bà là con gái nhỏ nhất của Charles I của Anh và Henriette Marie - một Vương nữ Pháp, được sinh ra ngay trước đêm xảy ra Trận Newbury thứ hai trong Nội chiến Anh. Bà được sinh ra trong dinh thự của William Russell, Bá tước thứ 2 xứ Bedford, người khi trước theo phe Nghị viện, sau lại trở về phe của vương thất. Mẹ của bà Henriette Marie, là con gái út của Henri IV của Pháp và Maria de' Medici, vì lý do này mà Henrietta có một liên hệ chặt chẽ với vương thất Pháp, đây cũng là điều được vận dụng tối đa trong quá trình trưởng thành về sau của bà.
Ngay trước khi Henrietta được sinh ra, mẹ của bà bị bắt chuyển từ Oxford sang Exeter. Vào thời điểm ấy, nhiều người không hi vọng gì vào bào thai của Vương hậu có thể an toàn, vì tình trạng khắc nghiệt của hoàn cảnh cũng như sức khỏe của mẹ bà rất yếu. Sau một cuộc chuyển dạ đầy khó khăn, Henrietta được sinh ra và giao cho Anne Villiers, Bá tước phu nhân xứ Morton, khi ấy được biết đến đơn giản là Lady Dalkeith.
Vì sự an toàn của con gái nhỏ, Henriette Marie dời đến Falmouth rồi đến Pháp, nơi mà bà yêu cầu cháu trai Louis XIV giúp đỡ Vua Charles I trong cuộc chiến căng thẳng. Trong thời gian ấy, Henrietta bị chứng co giật có thể nguy hiểm tính mạng, song may mắn đã qua khỏi. Ngày 26 tháng 7 năm ấy, Henrietta lần đầu gặp cha mình, Vua Charles I, trước đó thì nhà Vua yêu cầu tổ chức lễ rửa tội cho con gái theo quy chuẩn của Giáo hội Anh tại Nhà thờ Exeter vào ngày 21 tháng 7 cùng năm. Sau đó, Henrietta được di chuyển đến Cung điện Oatlands bên ngoài Luân Đôn, và tại đó Henrietta đã sống trong 3 tháng, trước khi di chuyển bí mật đến Pháp vào tháng 6 năm 1646. Lady Dalkeith đã phụ trách việc hộ tống Henrietta an toàn đến Pháp.

## Cuộc sống lưu vong tại Pháp
Khi sống tại triều đình Pháp, Henrietta nhận thêm tên gọi ["Anne"] từ người bác dâu bên mẹ, Thái hậu Ana (Ana là vợ của Louis XIII của Pháp, mẹ của Louis XIV, mẹ của Henrietta là em gái út của Louis XIII). Trong suốt thời thơ ấu, Henrietta được giới thiệu tại triều đình Pháp là [Henrietta d'Angleterre] hay [Princesse d'Angleterre], bà cùng mẹ mình được sắp xếp cho vài căn phòng trong cung điện, hưởng mỗi tháng trợ cấp 30,000 livre và quyền sử dụng Château de Saint-Germain-en-Laye. Những khoản trợ cấp hào phóng này đủ khiến cho mẹ bà chi ra để giúp đỡ Vua Charles I vẫn đang ở tại Anh, và cũng có thể sắp xếp những người Anh tị nạn. Cũng trong giai đoạn này, Henriette Marie mặc kệ con gái mình đã được làm lễ rửa tội theo nghi thức Anh giáo, quyết định định hướng và giáo dục lại Henrietta trở thành người Công giáo và được đưa đến Tu viện ở Chaillot, nghe sự giảng dạy và chỉ bảo bởi các Nữ Tu sĩ thuộc dòng Visitation.

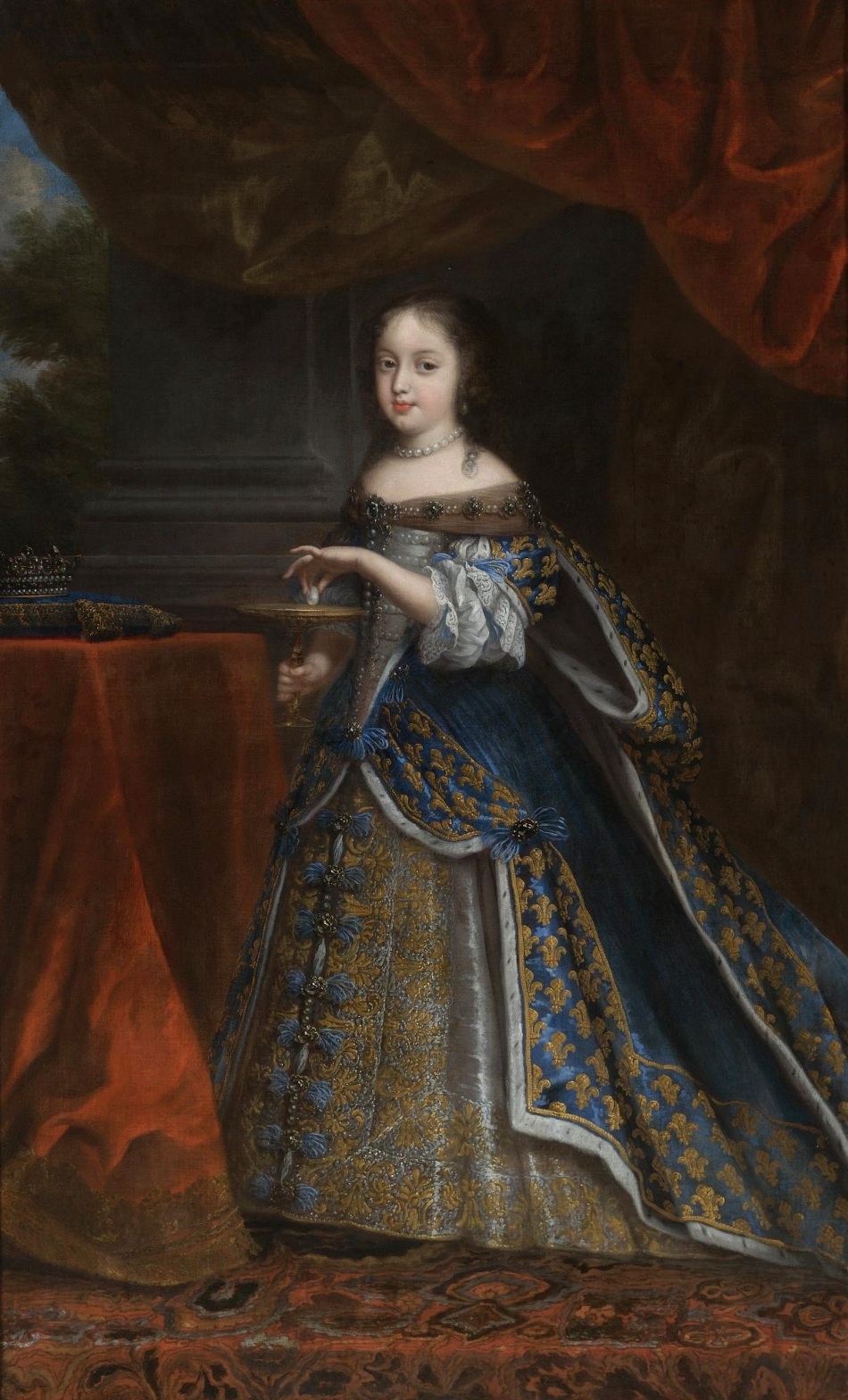
Princesse Henrietta d'Angleterre tại triều đình Pháp.

Suốt thời kỳ Fronde, cuộc nội chiến tàn phá Pháp giai đoạn 1648-1653, Henrietta và mẹ đến trú tại một dinh thự ở Louvre, nơi mà mẹ con bà sống rất tiết kiệm và thậm chí không thể ăn mặc phù hợp với địa vị của mình. Năm 1649, tin tức Vua Charles I bị xử tử phóng đến Henrietta và mẹ mình, tình thế và địa vị của hai mẹ con lúc này cực kỳ bấp bênh: vợ và con gái của một vị Vua đã bị phế truất, chém đầu và là thành viên của một gia tộc (nhà Stuart) tưởng chừng vĩnh viễn mất đi vị thế. Lord Jermyn, người tình của Henriette Marie, cũng đi theo mẹ con bà từ Anh, dần trở nên nghiện rượu và đánh đập người làm trong dinh thự hết sức khó coi. Mặc dù những hoàn cảnh như vậy, Henrietta biểu hiện vẫn rất có học thức, đúng quy chuẩn của một nữ quý tộc đương thời. Sang năm 1652, người anh khác của bà là Henry Stuart, Công tước xứ Gloucester chính thức đến Pháp và ở cùng hai mẹ con bà. Đến năm 1660, khi đang cư trú tại Château de Colombes, tình hình của mẹ con Henrietta khả quan hơn khi anh cả của bà tự xưng làm Vương và lấy hiệu Charles II của Anh, thành công quá trình Trung hưng quân chủ Anh. Với vị thế là "Em gái của Vua", Henrietta lúc này mới được nhìn nhận, và Thái hậu Ana cũng bắt đầu để ý chăm sóc người cháu họ chồng này. Sau khi Fronde kết thúc, Henrietta và mẹ mình được phép chuyển đến Palais-Royal cùng Vua Louis XIV, Thái hậu Ana và Vương tử Philippe - em trai của nhà Vua.
Nội chiến căng thẳng qua đi, triều đình Pháp quyết định chọn một cô dâu cho Vua Louis XIV nhằm tìm kiếm người thừa kế. Mặc cho Thái hậu nước Anh là Henriette Marie đã ám chỉ con gái Henrietta của mình kết hôn với nhà Vua, Thái hậu Ana khước từ mà chọn cô cháu ruột của bà, María Teresa của Tây Ban Nha, hôn lễ liền diễn ra vào tháng 6 năm 1660. Với sự khôi phục gia tộc vương thất Stuart, Henrietta được Vua Louis XIV và Thái hậu Ana chỉ định hôn nhân cho Phillippe, con trai thứ của Thái hậu và em trai của nhà Vua, một người nổi tiếng với nhiều tai tiếng tình dục, mà hiển nhiên nhất là tình trạng song tính luyến ái. Trước đó, Henrietta đã được cân nhắc bởi Carl Emanuele II của Savoia và Cosimo III de' Medici, Đại Công tước xứ Toscana trong vấn đề hôn nhân, nhưng cái danh phận "người lưu vong" của gia đình bà khiến những ý tưởng hôn nhân này cũng mau chóng tiêu tan.

## Hôn nhân với Công tước xứ Orléans

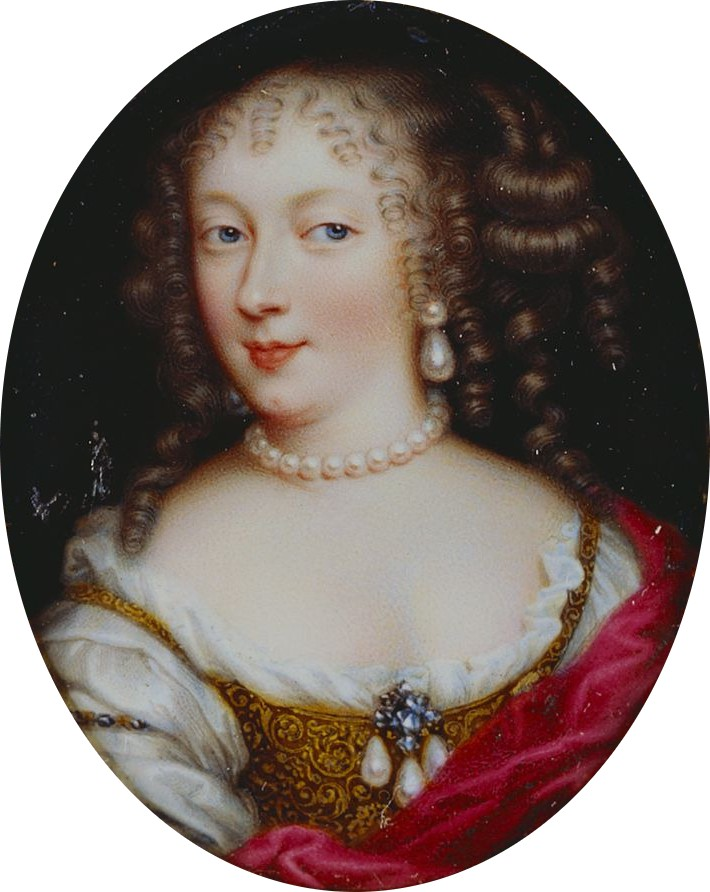
Henrietta d'Angleterre, Madame la Duchesse d'Orléans.

Về vấn đề hôn nhân, ngay trước khi Henrietta được quyết định dành cho Philippe, có tin đồn rằng Henrietta và Vua Louis XIV đã yêu nhau, thông qua sự yêu thích và đánh giá cao nhan sắc, học vấn và trí tuệ của Henrietta từ Vua Louis XIV cũng có thể chứng minh điểm này. Và dù cho đến nay không có tài liệu xác thực chứng minh, song việc Henrietta từng là một "mục tiêu hôn nhân" của nhà Vua là rất hiển nhiên. Cuối cùng, nước Pháp cần liên minh với Tây Ban Nha hùng mạnh, hơn là một nước Anh không ổn định, song việc liên kết với Anh cũng rất cần thiết, và đó là lý do mà nhà Vua cùng Thái hậu vẫn chọn Henrietta gia nhập vương triều Pháp, với tư cách là em dâu của nhà Vua. Về phía Philippe, cuộc hôn nhân này cũng rất quan trọng vì để làm dịu lại tình trạng dè bỉu do quan hệ đồng giới hỗn loạn của ông, bên cạnh đó vợ ông phải là người của một vương thất cao quý để nâng cao địa vị. Có thể nói rằng tính từ thời điểm Hồng y Mazarin qua đời và chính thức có được quyền lực tối cao, cuộc hôn nhân của Henrietta là quyết định lớn ảnh hưởng đến toàn bộ lịch sử đầu tiên mà Vua Louis XIV từng tự chủ.
Trong khi bên phía Pháp thiếu kiên nhẫn và thúc giục hôn nhân với Henrietta, thì Thái hậu Henriette Marie trở về Anh để giải quyết vấn đề tài chính, cũng như ngăn cản cuộc hôn nhân giữa con trai thứ của mình, James, Công tước xứ York với Anne Hyde - Thị tùng cũ của Mary Henrietta, Vương nữ Vương thất. Ngay lúc ấy, anh trai của Henrietta là Công tước xứ Gloucester qua đời vì đậu mùa, và điều này khiến bà gần như phát điên vì đau buồn. Tháng 10 năm 1660, Henrietta đi cùng mẹ mình đến Calais, và từ Calais lại giong buồm đến Dover và trú tại Lâu đài Dover. Sau đó, vào ngày 22 tháng 11, triều đình Pháp chính thức ngỏ lời cầu hôn Henrietta cho Philippe, song song với thỏa thuận về của hồi môn, với 840,000 livre từ Vua Charles II, kèm thêm 20,000 livre để dự trù phí tổn hôn lễ. Cũng theo thỏa thuận, Henrietta nhận một mức trợ cấp 40,000 livre hằng năm và Château de Montargis làm tư dinh riêng.
Khi chuẩn bị rời khỏi Anh về Pháp, Henrietta lại nghe tin người chị cả là Mary qua đời vì đậu mùa. Sang tháng 1 năm 1661, Henrietta mới chính thức trở về Pháp và ký kết điều ước hôn nhân với Philippe tại Palais Royal vào ngày 30 tháng 3 cùng năm, và hôn lễ diễn ra ngay ngày hôm sau. Buổi lễ đã rất hoành tráng và tỉ mỉ, hai vợ chồng sau đến dời đến Cung điện Tuileries sinh sống. Vì bà đã cưới một [Monsieur] đồng thời là Công tước xứ Orléans (Philippe được thụ phong ngay sau khi cưới bà), Henrietta được biết đến ở Pháp với danh xưng [Madame, la Duchesse d'Orléans]. Cuộc hôn nhân được nhìn nhận bề ngoài là mĩ mãn, khi Henrietta hạ sinh con gái đầu lòng Marie Louise vào 1 năm sau khi cưới Philippe, bản thân Philippe được ghi nhận là rất yêu thích đứa con gái này. Tuy nhiên, người cha thật sự của Marie Louise lại được đồn là chính Vua Louis XIV hoặc Armand de Gramont, Bá tước xứ Guiche - một người tình đồng giới của Philippe. Chính điều này khiến Philippe đã tỏ ra "cay nghiệt" với vợ mình, và tin đồn Henrietta và Vua Louis XIV càng phát triển hơn bao giờ hết, vì thời điểm ấy cả hai tỏ ra thân mật và nhà Vua cũng có biểu hiện say đắm nhan sắc của bà. Sau cùng, Vua Louis XIV quyết định tìm một tấm "bình phong", và tấm bình phong ấy chính là Louise-Françoise de La Baume Le Blanc - một Thị tùng của Henrietta, và kéo sự chú ý của triều đình Pháp khỏi câu chuyện của Henrietta cùng đứa bé gái. Bản thân Louise-Françoise đã đạt được sự yêu thích của nhà Vua và được ban tước hiệu Duchesse de La Vallière như một phần thưởng.
Không lâu sau, Henrietta lại sinh một bé trai vào năm 1664, được ban tước hiệu [Công tước xứ Valois] và tên Thánh là Philippe Charles, vinh danh người cha (Philippe) cùng ông ngoại (Charles), nhưng đứa trẻ qua đời vào năm 1666, khi chỉ mới 2 tuổi. Cái chết của đứa bé tác động sâu sắc đến Henrietta, và phải mất mấy năm thì bà mới có thể hồi phục, hoài thai và sinh hạ người con gái cuối cùng, Anne Marie. Trong thời gian bà mất đi con trai, Philippe lại quan hệ với một tình nhân đồng giới, Chevalier de Lorraine. Có vấn đề với chồng, Henrietta trong thời gian này được ghi nhận rất yêu thích nghệ thuật làm vườn để giải khuây, hoặc là viết thư với các nhà văn hóa trứ danh, trong đó có Molière, Jean Racine và Jean de La Fontaine. Những hoạt động văn hóa tích cực này của Henrietta được các sử gia đánh giá là hội chứng chán ăn tâm thần.

## Hòa ước bí mật Dover
Hòa ước Dover được ghi nhận trong lịch sử với cái tên [Secret Treaty of Dover], là một hòa ước ký kết ở Dover vào năm 1670, dựa trên mong muốn thắt chặt liên minh giữa Anh và Pháp thời Vua Charles II. Cam kết của Vua Anh là sẽ đổi sang Công giáo và thực hiện ý định đem nước Anh trở lại con đường Công giáo như trước, để đổi lại Vua Pháp sẽ có sự trợ giúp của Anh trong chiến tranh với Cộng hòa Hà Lan, và Vua Anh sẽ nhận trợ cấp £230,000 mỗi năm, cùng thỏa thuận Pháp sẽ gửi quân sang trợ giúp Vua Anh nếu bạo loạn xảy ra trước quyết định cải đạo của Charles II.
Dù thực tế Anh đã có ý định thân Pháp từ năm 1663, song ai là người khởi xướng cho ý định này của hai vị Vua, cho đến nay vẫn là dấu chấm hỏi. Trong những phiên bàn định bí mật, ngoài Charles và Louise, chỉ có Henrietta là tham dự, do đó bà luôn là cái tên được nhắc đến trong sự kiện này. Về phía quan hệ họ hàng, Henrietta là người em yêu quý nhất của Vua Charles (chính ông đã đặt biệt danh Minette cho bà), bên cạnh đó bà cũng có tình cảm với Pháp, cho nên động cơ của Henrietta trong việc hàn gắn Anh-Pháp ở trường hợp này rất rõ ràng. Ảnh hưởng Công giáo từ mẹ mình, Henrietta cũng là người sùng Công giáo, và một trong những yêu cầu thỏa thuận chính là Vua Charles II phải cải sang Công giáo. Hồ sơ của liên minh này đã không được công bố, mãi đến năm 1771, khi nhà sử học John Dalrymple công bố trong tập Memoirs of Great Britain and Irelan của ông. Theo thỏa thuận được đề bạt, Anh sẽ từ bỏ Liên minh ba phía với Thụy Điển và Cộng hòa Hà Lan vào năm 1668, cùng hỗ trợ Pháp công phá Hà Lan. Theo thỏa thuận thì khi công phá thành công Hà Lan, nước Anh sẽ có lợi nhuận lớn từ việc được chia việc điều khiển những con sông lớn và trọng điểm chảy qua Hà Lan. Tuy nhiên, kết quả lại không như mong đợi, và Anh đã thua trước Hà Lan trong Chiến tranh Anh-Hà Lan lần thứ ba, dẫn đến Hòa ước Westminster ký kết vào năm 1672, dù đã có sự hỗ trợ từ Pháp.
Khi sự kiện liên minh diễn ra, Henrietta rất háo hức để có thể trở về quê nhà. Bà đã đáp chuyến tàu đến Dover vào ngày 26 tháng 5, và chờ đến ngày 1 tháng 6 để chứng kiến sự ký kết liên minh. Sau đó, vào ngày 18 tháng 6, Henrietta lên tàu trở về Pháp.

## Cái chết

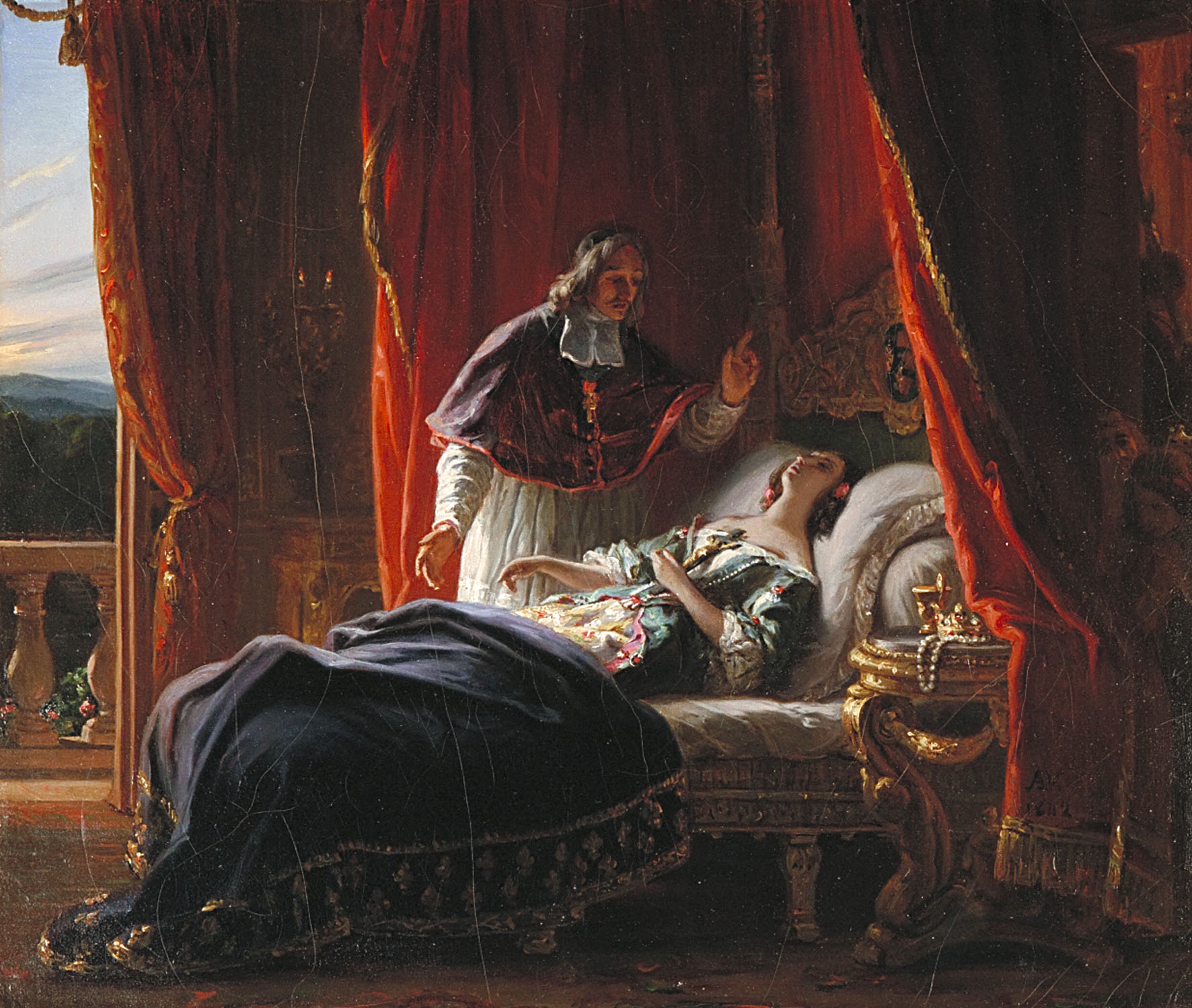
Cái chết của Henrietta d'Angleterre.

Từ năm 1667, Henrietta đã có triệu chứng đau bụng. Từ tháng 4 năm 1670, bà đã chỉ có thể uống sữa mà không thể ăn bất cứ cái gì khác. Sau khi trở về Pháp ngày 26 tháng 6, Henrietta đã cùng chồng mình trú tạm tại Château de Saint Cloud.
Vào ngày 29 tháng 6, lúc 5 giờ chiều, Henrietta uống một ly cải ô rô lạnh. Và theo như những gì ghi nhận lúc ấy, bà lập tức cảm thấy đau đớn dữ dội và la hét: ["Ah! Đau quá! Làm sao đây?! Ta chắc chắn đã bị đầu độc rồi!!!"]. Henrietta quả quyết nhận mình bị đầu độc, và ra lệnh cho người khác khám xét truy tìm thuốc giải cũng như xét nghiệm món nước mình vừa uống, trong khi bà được các bác sĩ cứu chữa dựa theo phỏng đoán đau bụng và bị đầu độc. Khi nghe tin sự việc, triều đình Pháp ngay lập tức đến Saint Cloud, Giám mục Jacques-Bénigne Bossuet đã được triệu gọi và bắt đầu nghi thức sức dầu thánh hấp hối theo truyền thống. Sang 2 giờ sáng, ngày 30 tháng 6, Henrietta qua đời, khi chỉ mới 26 tuổi. Nghi án đầu độc Henrietta lập tức dấy lên, những thủ phạm tình nghi có Chevalier de Lorraine, Marquis d'Effiat hay thậm chí là Elisabeth Charlotte xứ Pfalz cùng Công tước xứ Saint-Simon. Đặc biệt nhất là Chevalier de Lorraine, người được đương thời đánh giá là "ngạo mạn và tham vọng", từ trước, theo Jacqueline Duchêne, Chevalier de Lorraine và Henrietta đã có va chạm gay gắt do Chevalier de Lorraine là tình nhân của chồng bà. Sau cùng, 11 bác sĩ người Pháp, 2 bác sĩ người Anh đã thông cáo cho Đại sứ Anh cùng hơn 100 người chứng kiến rằng, nguyên nhân tử vong của Henrietta là do chứng viêm dạ dày, trong khi nhiều người xì xào và không tin tưởng khẳng định này.
Dù thế nào đi nữa, cái chết của Henrietta quả thật đã dấy lên nghi ngờ và đồn đoán khắp triều đình Pháp trong thời gian ấy. Vua Louis XIV từng muốn thực nghiệm giám định pháp y xác của bà, song vì không muốn xúc phạm đến thân xác do vị thế của Henrietta, cuối cùng vẫn không thể hoàn toàn hoàn thành. Tin đồn và "câu chuyện đầu độc Henrietta" trôi nổi khắp nước Pháp, thậm chí Madame Palatine còn ghi lại vào cuốn hồi ký của mình viết về Henrietta. Câu chuyện này được thêm bởi Jacqueline Duchêne, Công tước xứ Orléans có lẽ đã biết hung thủ là một tình nhân của mình, song vẫn quyết định giấu kín. Mặc dù vậy, bạn của Henrietta là Madame de la Fayette trong hồi ký về bà cũng khẳng định ngay trước khi qua đời, Henrietta đã có biểu hiện của cơn đau bụng kéo dài và trông không khỏe chút nào. Ghi chép của Madame la Fayette minh chứng đây là triệu chứng viêm phúc mạc. và dù cái chết của Henrietta cho đến nay vẫn không chắc chắn, song dựa vào những biểu hiện và ghi chép của Madame la Fayette, thì hiển nhiên bà qua đời vì một triệu chứng bệnh lý y học bình thường hơn là những giả thiết về việc bị hạ độc.

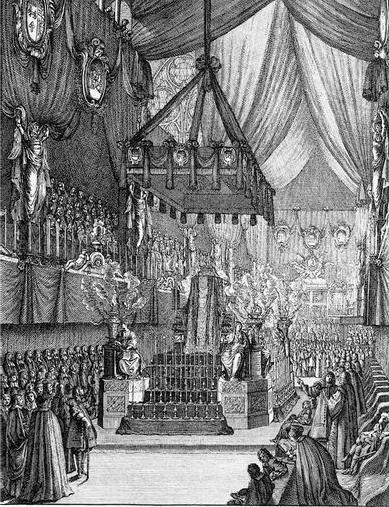
Tang lễ của Henrietta d'Angleterre.

Vào ngày 4 tháng 7, lễ tang long trọng của Henrietta được cử hành tại Vương cung thánh đường Thánh Denis, sau đó sang ngày 21 tháng 7 thì tiếp tục tổ chức một buổi lễ cầu nguyện khác. Những viên chức thuộc hàng cao cấp nước Pháp như đoàn thể cấp cao gồm Nghị viện, Hội đồng Tu sĩ và Hội đồng thành phố đã đến dự tang lễ của bà. Vương hậu María Teresa có mặt để thay mặt cho Jan II Kazimierz Waza, Vua của Ba Lan, cùng ngài Đại sứ Anh, George Villiers, Công tước thứ 2 xứ Buckingham. Các Prince du sang cũng có mặt dẫn đầu giới quý tộc Pháp, và buổi lễ diễn ra khi "Các thành viên phục vụ Monsieur (chỉ Philippe) và Madame (chỉ Henrietta) xuất hiện, mỗi người đều cầm nến trên tay. Lăng mộ của bà được vây quanh bởi bệ thờ và những lư vạc bằng bạc được trang trí theo kiểu tang lễ truyền thống, cùng dàn hợp xướng hoành tráng. Ở giữa ấy, là chiếc quan tài phủ một tấm vải điều bằng gấm thêu vàng, cùng những tấm phù hiệu của Anh và Pháp, người tham dự đưa tang đều thắp nến khiến cho bầu không khí ngập tràn khói hương mờ ảo. Thế rồi, Tổng giám mục Reims, hộ tống bởi các Giám mục bắt đầu làm lễ Mass, đệm theo là khúc nhạc của nhạc sư Lully". Không lâu sau cái chết của Henrietta, Monsieur cưới Elisabeth Charlotte xứ Pfalz, chính là người đã ghi lại những giả thiết về việc Henrietta bị đầu độc. Và cũng như Henrietta, Elisabeth cũng là một hậu duệ của Mary I của Scotland, cùng Henrietta chia sẻ chung người ông là James I của Anh. Monsieur và Elisabeth có thêm 2 người con, trong đó có người thừa kế của ông, Philippe II xứ Orléans, người về sau cưới con gái ngoài giá thú của Vua Louis XIV là Françoise Marie de Bourbon.
Còn người con của Henrietta, Marie Louise về sau trở thành Vương hậu của Tây Ban Nha, nhưng không có hậu duệ và chết cũng khi 26 tuổi. Cũng như mẹ mình, Marie Louise bị nghi ngờ là đầu độc. Con gái út của Henrietta là Anne Marie, sinh ra người con gái Maria Adelaide của Savoia - mẹ của Louis XV của Pháp trong tương lai. Do đó, hậu duệ của Henrietta kéo đến thời hiện đại có người nhà Orleans đòi quyền ngai vàng Pháp là Henri, Bá tước Paris, Quốc vương Felipe VI của Tây Ban Nha, Quốc vương Philippe của Bỉ, Henri của Luxembourg và người đòi quyền ngai vàng Ý - Vittorio Emanuele, Thân vương của Napoli.

## Hình ảnh

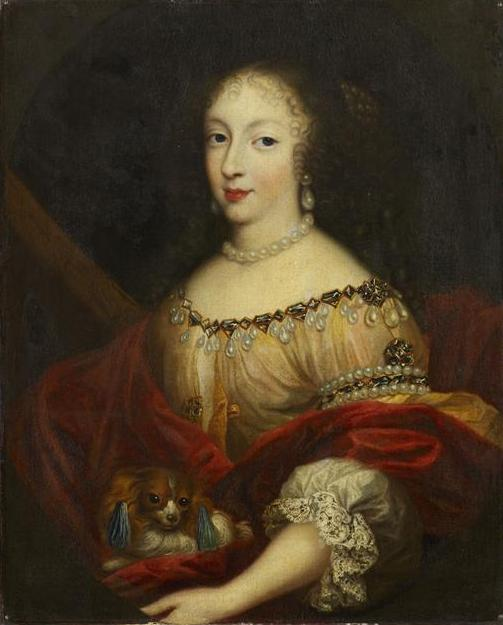
Chân dung Henrietta khoảng năm 1665
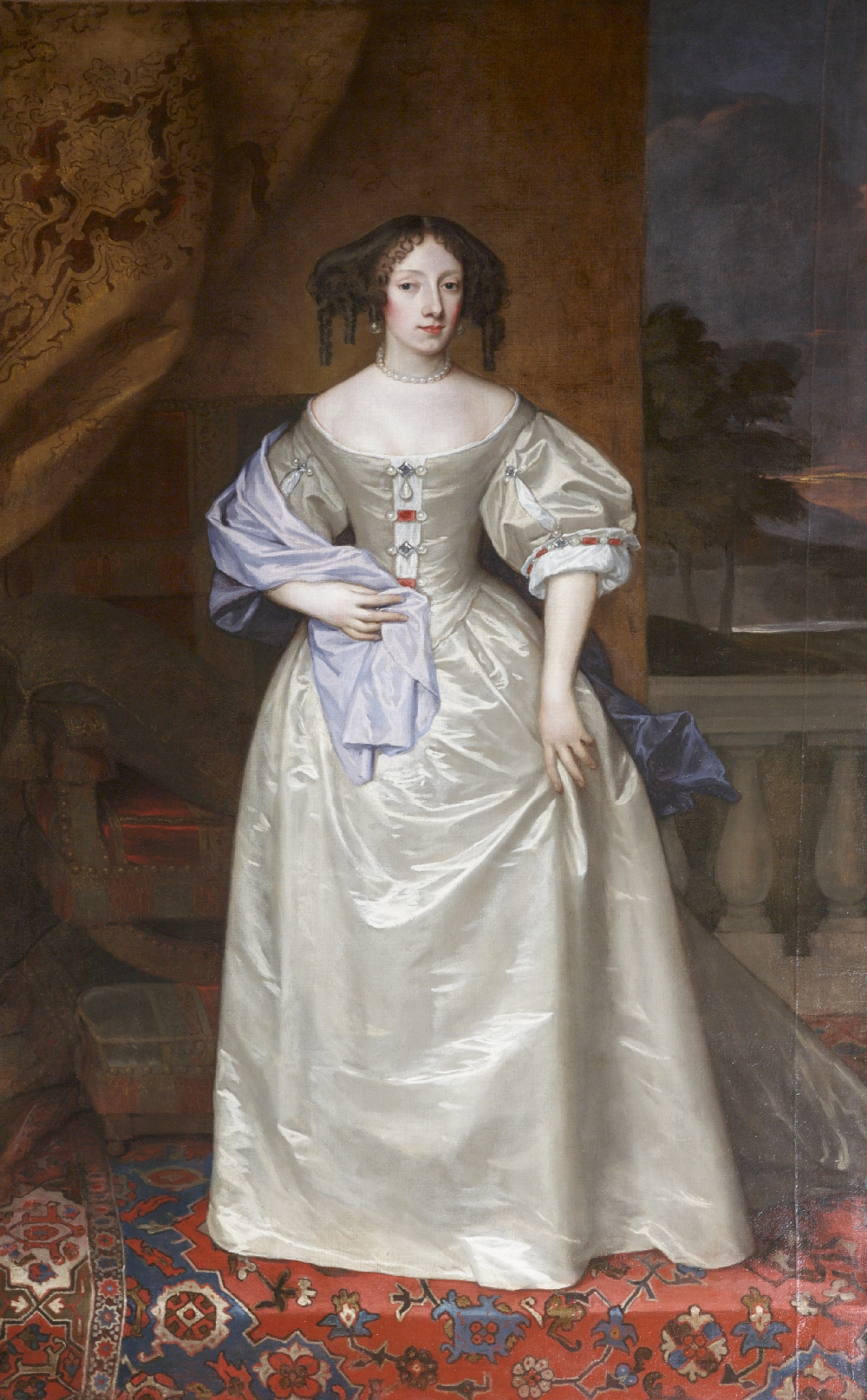
Tranh vẽ Henrietta sau khi bà qua đời để tưởng niệm
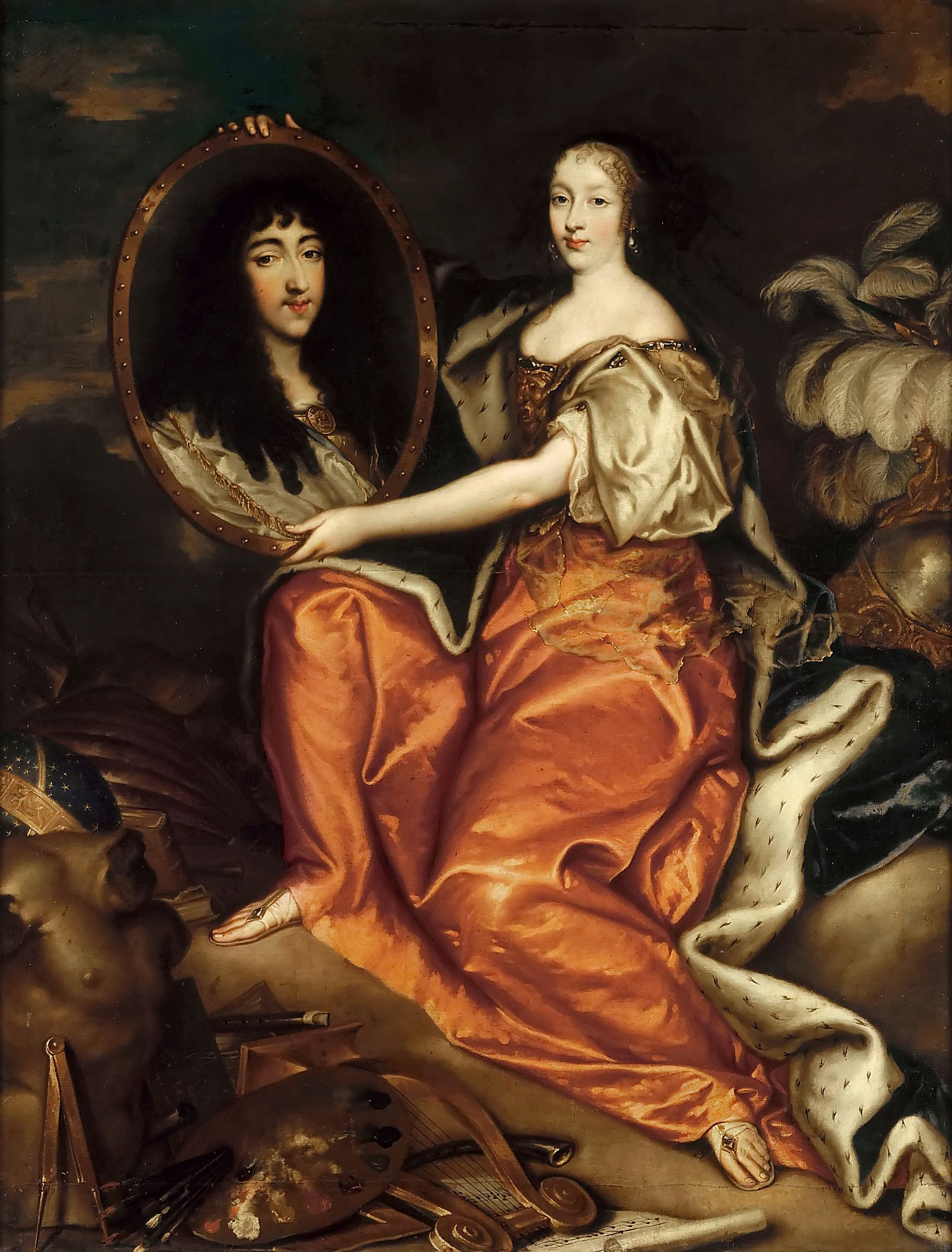
Henrietta trong hình tượng Minerva, đang cầm một bức họa chân dung của chồng mình
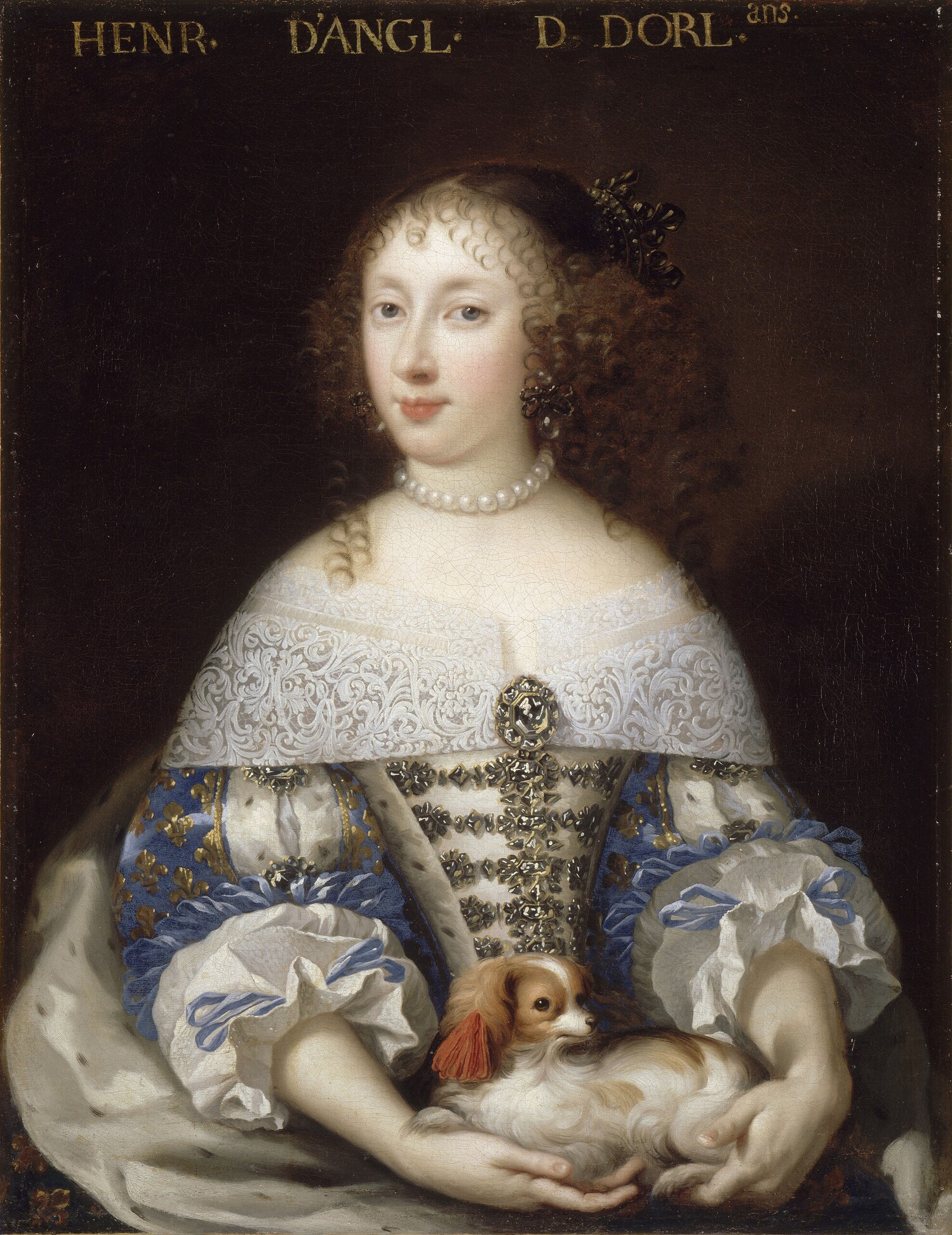
Henrietta, tranh vẽ tại Trường Pierre Mignard
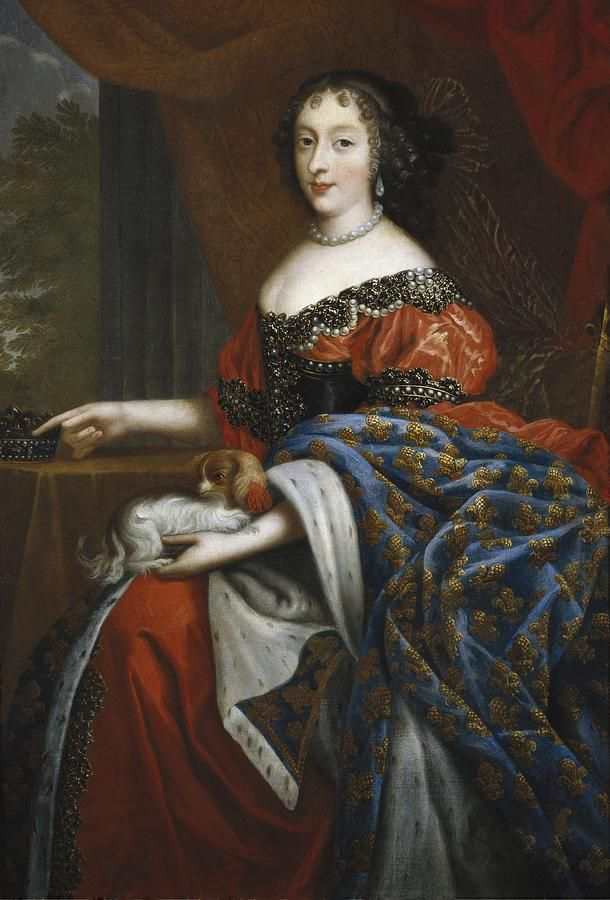
Henrietta, trong trang phục vương thất Pháp với địa vị Madame la Duchesse d'Orléans

## Gia phả
| \| \| \| \| \| \| \| \| \| \| \| \| \| \| \| \| \| \| \| \| 16. Matthew Stewart, Bá tước thứ 4 xứ Lennox \| \| \| \| \| \| \| \| \| \| \| \| \| \| \| \| \| \| \| \| \| \| \| \| \| \| \| \| \| \| \| \| \| \| \| \| \| \| \| \| \| \| \| \| \| \| \| \| \| \| \| \| \| \| 8. Henry Stuart, Công tước xứ Albany[29] \| \| \| \| \| \| \| \| \| \| \| \| \| \| \| \| \| \| \| \| \| \| \| \| \| \| \| \| \| \| \| \| \| \| \| \| \| \| \| \| \| \| \| \| \| \| \| \| \| \| \| \| \| \| 17. Margaret Douglas \| \| \| \| \| \| \| \| \| \| \| \| \| \| \| \| \| \| \| \| \| \| \| \| \| \| \| \| \| \| \| \| \| \| \| \| \| \| \| \| \| \| \| \| \| \| \| \| \| \| \| \| \| \| 4. James I của Anh \| \| \| \| \| \| \| \| \| \| \| \| \| \| \| \| \| \| \| \| \| \| \| \| \| \| \| \| \| \| \| \| \| \| \| \| \| \| \| \| \| \| \| \| \| \| \| \| \| \| \| \| \| \| 18. James V của Scotland \| \| \| \| \| \| \| \| \| \| \| \| \| \| \| \| \| \| \| \| \| \| \| \| \| \| \| \| \| \| \| \| \| \| \| \| \| \| \| \| \| \| \| \| \| \| \| \| \| \| \| \| \| \| 9. Mary I của Scotland[29] \| \| \| \| \| \| \| \| \| \| \| \| \| \| \| \| \| \| \| \| \| \| \| \| \| \| \| \| \| \| \| \| \| \| \| \| \| \| \| \| \| \| \| \| \| \| \| \| \| \| \| \| \| \| 19. Marie xứ Guise \| \| \| \| \| \| \| \| \| \| \| \| \| \| \| \| \| \| \| \| \| \| \| \| \| \| \| \| \| \| \| \| \| \| \| \| \| \| \| \| \| \| \| \| \| \| \| \| \| \| \| \| \| \| 2. Charles I của Anh \| \| \| \| \| \| \| \| \| \| \| \| \| \| \| \| \| \| \| \| \| \| \| \| \| \| \| \| \| \| \| \| \| \| \| \| \| \| \| \| \| \| \| \| \| \| \| \| \| \| \| \| \| \| 20. Christian III của Đan Mạch \| \| \| \| \| \| \| \| \| \| \| \| \| \| \| \| \| \| \| \| \| \| \| \| \| \| \| \| \| \| \| \| \| \| \| \| \| \| \| \| \| \| \| \| \| \| \| \| \| \| \| \| \| \| 10. Frederik II của Đan Mạch[30] \| \| \| \| \| \| \| \| \| \| \| \| \| \| \| \| \| \| \| \| \| \| \| \| \| \| \| \| \| \| \| \| \| \| \| \| \| \| \| \| \| \| \| \| \| \| \| \| \| \| \| \| \| \| 21. Dorothea xứ Sachsen-Lauenburg \| \| \| \| \| \| \| \| \| \| \| \| \| \| \| \| \| \| \| \| \| \| \| \| \| \| \| \| \| \| \| \| \| \| \| \| \| \| \| \| \| \| \| \| \| \| \| \| \| \| \| \| \| \| 5. Anna của Đan Mạch \| \| \| \| \| \| \| \| \| \| \| \| \| \| \| \| \| \| \| \| \| \| \| \| \| \| \| \| \| \| \| \| \| \| \| \| \| \| \| \| \| \| \| \| \| \| \| \| \| \| \| \| \| \| 22. Ulrich I xứ Mecklenburg \| \| \| \| \| \| \| \| \| \| \| \| \| \| \| \| \| \| \| \| \| \| \| \| \| \| \| \| \| \| \| \| \| \| \| \| \| \| \| \| \| \| \| \| \| \| \| \| \| \| \| \| \| \| 11. Sophie xứ Mecklenburg-Güstrow[30] \| \| \| \| \| \| \| \| \| \| \| \| \| \| \| \| \| \| \| \| \| \| \| \| \| \| \| \| \| \| \| \| \| \| \| \| \| \| \| \| \| \| \| \| \| \| \| \| \| \| \| \| \| \| 23. Elisabeth của Đan Mạch \| \| \| \| \| \| \| \| \| \| \| \| \| \| \| \| \| \| \| \| \| \| \| \| \| \| \| \| \| \| \| \| \| \| \| \| \| \| \| \| \| \| \| \| \| \| \| \| \| \| \| \| \| \| 1. Henrietta của Anh \| \| \| \| \| \| \| \| \| \| \| \| \| \| \| \| \| \| \| \| \| \| \| \| \| \| \| \| \| \| \| \| \| \| \| \| \| \| \| \| \| \| \| \| \| \| \| \| \| \| \| \| \| \| 24. Enrique II của Navarra \| \| \| \| \| \| \| \| \| \| \| \| \| \| \| \| \| \| \| \| \| \| \| \| \| \| \| \| \| \| \| \| \| \| \| \| \| \| \| \| \| \| \| \| \| \| \| \| \| \| \| \| \| \| 12. Juana III của Navarra[31] \| \| \| \| \| \| \| \| \| \| \| \| \| \| \| \| \| \| \| \| \| \| \| \| \| \| \| \| \| \| \| \| \| \| \| \| \| \| \| \| \| \| \| \| \| \| \| \| \| \| \| \| \| \| 25. Marguerite xứ Angoulême \| \| \| \| \| \| \| \| \| \| \| \| \| \| \| \| \| \| \| \| \| \| \| \| \| \| \| \| \| \| \| \| \| \| \| \| \| \| \| \| \| \| \| \| \| \| \| \| \| \| \| \| \| \| 6. Henri IV của Pháp \| \| \| \| \| \| \| \| \| \| \| \| \| \| \| \| \| \| \| \| \| \| \| \| \| \| \| \| \| \| \| \| \| \| \| \| \| \| \| \| \| \| \| \| \| \| \| \| \| \| \| \| \| \| 26. Charles IV xứ Vendôme \| \| \| \| \| \| \| \| \| \| \| \| \| \| \| \| \| \| \| \| \| \| \| \| \| \| \| \| \| \| \| \| \| \| \| \| \| \| \| \| \| \| \| \| \| \| \| \| \| \| \| \| \| \| 13. Antoine I của Navarra[31] \| \| \| \| \| \| \| \| \| \| \| \| \| \| \| \| \| \| \| \| \| \| \| \| \| \| \| \| \| \| \| \| \| \| \| \| \| \| \| \| \| \| \| \| \| \| \| \| \| \| \| \| \| \| 27. Françoise xứ Alençon \| \| \| \| \| \| \| \| \| \| \| \| \| \| \| \| \| \| \| \| \| \| \| \| \| \| \| \| \| \| \| \| \| \| \| \| \| \| \| \| \| \| \| \| \| \| \| \| \| \| \| \| \| \| 3. Henriette Marie của Pháp \| \| \| \| \| \| \| \| \| \| \| \| \| \| \| \| \| \| \| \| \| \| \| \| \| \| \| \| \| \| \| \| \| \| \| \| \| \| \| \| \| \| \| \| \| \| \| \| \| \| \| \| \| \| 28. Cosimo I de' Medici \| \| \| \| \| \| \| \| \| \| \| \| \| \| \| \| \| \| \| \| \| \| \| \| \| \| \| \| \| \| \| \| \| \| \| \| \| \| \| \| \| \| \| \| \| \| \| \| \| \| \| \| \| \| 14. Francesco I de' Medici[31] \| \| \| \| \| \| \| \| \| \| \| \| \| \| \| \| \| \| \| \| \| \| \| \| \| \| \| \| \| \| \| \| \| \| \| \| \| \| \| \| \| \| \| \| \| \| \| \| \| \| \| \| \| \| 29. Leonor Álvarez de Toledo y Osorio \| \| \| \| \| \| \| \| \| \| \| \| \| \| \| \| \| \| \| \| \| \| \| \| \| \| \| \| \| \| \| \| \| \| \| \| \| \| \| \| \| \| \| \| \| \| \| \| \| \| \| \| \| \| 7. Maria de' Medici \| \| \| \| \| \| \| \| \| \| \| \| \| \| \| \| \| \| \| \| \| \| \| \| \| \| \| \| \| \| \| \| \| \| \| \| \| \| \| \| \| \| \| \| \| \| \| \| \| \| \| \| \| \| 30. Ferdinand I của Thánh chế La Mã \| \| \| \| \| \| \| \| \| \| \| \| \| \| \| \| \| \| \| \| \| \| \| \| \| \| \| \| \| \| \| \| \| \| \| \| \| \| \| \| \| \| \| \| \| \| \| \| \| \| \| \| \| \| 15. Johanna của Áo[31] \| \| \| \| \| \| \| \| \| \| \| \| \| \| \| \| \| \| \| \| \| \| \| \| \| \| \| \| \| \| \| \| \| \| \| \| \| \| \| \| \| \| \| \| \| \| \| \| \| \| \| \| \| \| 31. Anna của Bohemia và Hungary \| \| \| \| \| \| \| \| \| \| \| \| \| \| \| \| \| \| \| \| \| \| \| \| \| \| \| \| \| \| \| \| \| \| \| \| \| \| \| \| \| \| \| \| \| \| \| \| \| \| \| \| |                                              |  |  |  |  |  |  |  |  |  |  |  |  |  |  |  |
| |                                              |  |  |  |  |  |  |  |  |  |  |  |  |  |  |  |
| | 16. Matthew Stewart, Bá tước thứ 4 xứ Lennox |  |  |  |  |  |  |  |  |  |  |  |  |  |  |  |
| |                                              |  |  |  |  |  |  |  |  |  |  |  |  |  |  |  |
| |                                              |  |  |  |  |  |  |  |  |  |  |  |  |  |  |  |
| | 8. Henry Stuart, Công tước xứ Albany         |  |  |  |  |  |  |  |  |  |  |  |  |  |  |  |
| |                                              |  |  |  |  |  |  |  |  |  |  |  |  |  |  |  |
| |                                              |  |  |  |  |  |  |  |  |  |  |  |  |  |  |  |
| | 17. Margaret Douglas                         |  |  |  |  |  |  |  |  |  |  |  |  |  |  |  |
| |                                              |  |  |  |  |  |  |  |  |  |  |  |  |  |  |  |
| |                                              |  |  |  |  |  |  |  |  |  |  |  |  |  |  |  |
| | 4. James I của Anh                           |  |  |  |  |  |  |  |  |  |  |  |  |  |  |  |
| |                                              |  |  |  |  |  |  |  |  |  |  |  |  |  |  |  |
| |                                              |  |  |  |  |  |  |  |  |  |  |  |  |  |  |  |
| | 18. James V của Scotland                     |  |  |  |  |  |  |  |  |  |  |  |  |  |  |  |
| |                                              |  |  |  |  |  |  |  |  |  |  |  |  |  |  |  |
| |                                              |  |  |  |  |  |  |  |  |  |  |  |  |  |  |  |
| | 9. Mary I của Scotland                       |  |  |  |  |  |  |  |  |  |  |  |  |  |  |  |
| |                                              |  |  |  |  |  |  |  |  |  |  |  |  |  |  |  |
| |                                              |  |  |  |  |  |  |  |  |  |  |  |  |  |  |  |
| | 19. Marie xứ Guise                           |  |  |  |  |  |  |  |  |  |  |  |  |  |  |  |
| |                                              |  |  |  |  |  |  |  |  |  |  |  |  |  |  |  |
| |                                              |  |  |  |  |  |  |  |  |  |  |  |  |  |  |  |
| | 2. Charles I của Anh                         |  |  |  |  |  |  |  |  |  |  |  |  |  |  |  |
| |                                              |  |  |  |  |  |  |  |  |  |  |  |  |  |  |  |
| |                                              |  |  |  |  |  |  |  |  |  |  |  |  |  |  |  |
| | 20. Christian III của Đan Mạch               |  |  |  |  |  |  |  |  |  |  |  |  |  |  |  |
| |                                              |  |  |  |  |  |  |  |  |  |  |  |  |  |  |  |
| |                                              |  |  |  |  |  |  |  |  |  |  |  |  |  |  |  |
| | 10. Frederik II của Đan Mạch                 |  |  |  |  |  |  |  |  |  |  |  |  |  |  |  |
| |                                              |  |  |  |  |  |  |  |  |  |  |  |  |  |  |  |
| |                                              |  |  |  |  |  |  |  |  |  |  |  |  |  |  |  |
| | 21. Dorothea xứ Sachsen-Lauenburg            |  |  |  |  |  |  |  |  |  |  |  |  |  |  |  |
| |                                              |  |  |  |  |  |  |  |  |  |  |  |  |  |  |  |
| |                                              |  |  |  |  |  |  |  |  |  |  |  |  |  |  |  |
| | 5. Anna của Đan Mạch                         |  |  |  |  |  |  |  |  |  |  |  |  |  |  |  |
| |                                              |  |  |  |  |  |  |  |  |  |  |  |  |  |  |  |
| |                                              |  |  |  |  |  |  |  |  |  |  |  |  |  |  |  |
| | 22. Ulrich I xứ Mecklenburg                  |  |  |  |  |  |  |  |  |  |  |  |  |  |  |  |
| |                                              |  |  |  |  |  |  |  |  |  |  |  |  |  |  |  |
| |                                              |  |  |  |  |  |  |  |  |  |  |  |  |  |  |  |
| | 11. Sophie xứ Mecklenburg-Güstrow            |  |  |  |  |  |  |  |  |  |  |  |  |  |  |  |
| |                                              |  |  |  |  |  |  |  |  |  |  |  |  |  |  |  |
| |                                              |  |  |  |  |  |  |  |  |  |  |  |  |  |  |  |
| | 23. Elisabeth của Đan Mạch                   |  |  |  |  |  |  |  |  |  |  |  |  |  |  |  |
| |                                              |  |  |  |  |  |  |  |  |  |  |  |  |  |  |  |
| |                                              |  |  |  |  |  |  |  |  |  |  |  |  |  |  |  |
| | 1. Henrietta của Anh                         |  |  |  |  |  |  |  |  |  |  |  |  |  |  |  |
| |                                              |  |  |  |  |  |  |  |  |  |  |  |  |  |  |  |
| |                                              |  |  |  |  |  |  |  |  |  |  |  |  |  |  |  |
| | 24. Enrique II của Navarra                   |  |  |  |  |  |  |  |  |  |  |  |  |  |  |  |
| |                                              |  |  |  |  |  |  |  |  |  |  |  |  |  |  |  |
| |                                              |  |  |  |  |  |  |  |  |  |  |  |  |  |  |  |
| | 12. Juana III của Navarra                    |  |  |  |  |  |  |  |  |  |  |  |  |  |  |  |
| |                                              |  |  |  |  |  |  |  |  |  |  |  |  |  |  |  |
| |                                              |  |  |  |  |  |  |  |  |  |  |  |  |  |  |  |
| | 25. Marguerite xứ Angoulême                  |  |  |  |  |  |  |  |  |  |  |  |  |  |  |  |
| |                                              |  |  |  |  |  |  |  |  |  |  |  |  |  |  |  |
| |                                              |  |  |  |  |  |  |  |  |  |  |  |  |  |  |  |
| | 6. Henri IV của Pháp                         |  |  |  |  |  |  |  |  |  |  |  |  |  |  |  |
| |                                              |  |  |  |  |  |  |  |  |  |  |  |  |  |  |  |
| |                                              |  |  |  |  |  |  |  |  |  |  |  |  |  |  |  |
| | 26. Charles IV xứ Vendôme                    |  |  |  |  |  |  |  |  |  |  |  |  |  |  |  |
| |                                              |  |  |  |  |  |  |  |  |  |  |  |  |  |  |  |
| |                                              |  |  |  |  |  |  |  |  |  |  |  |  |  |  |  |
| | 13. Antoine I của Navarra                    |  |  |  |  |  |  |  |  |  |  |  |  |  |  |  |
| |                                              |  |  |  |  |  |  |  |  |  |  |  |  |  |  |  |
| |                                              |  |  |  |  |  |  |  |  |  |  |  |  |  |  |  |
| | 27. Françoise xứ Alençon                     |  |  |  |  |  |  |  |  |  |  |  |  |  |  |  |
| |                                              |  |  |  |  |  |  |  |  |  |  |  |  |  |  |  |
| |                                              |  |  |  |  |  |  |  |  |  |  |  |  |  |  |  |
| | 3. Henriette Marie của Pháp                  |  |  |  |  |  |  |  |  |  |  |  |  |  |  |  |
| |                                              |  |  |  |  |  |  |  |  |  |  |  |  |  |  |  |
| |                                              |  |  |  |  |  |  |  |  |  |  |  |  |  |  |  |
| | 28. Cosimo I de' Medici                      |  |  |  |  |  |  |  |  |  |  |  |  |  |  |  |
| |                                              |  |  |  |  |  |  |  |  |  |  |  |  |  |  |  |
| |                                              |  |  |  |  |  |  |  |  |  |  |  |  |  |  |  |
| | 14. Francesco I de' Medici                   |  |  |  |  |  |  |  |  |  |  |  |  |  |  |  |
| |                                              |  |  |  |  |  |  |  |  |  |  |  |  |  |  |  |
| |                                              |  |  |  |  |  |  |  |  |  |  |  |  |  |  |  |
| | 29. Leonor Álvarez de Toledo y Osorio        |  |  |  |  |  |  |  |  |  |  |  |  |  |  |  |
| |                                              |  |  |  |  |  |  |  |  |  |  |  |  |  |  |  |
| |                                              |  |  |  |  |  |  |  |  |  |  |  |  |  |  |  |
| | 7. Maria de' Medici                          |  |  |  |  |  |  |  |  |  |  |  |  |  |  |  |
| |                                              |  |  |  |  |  |  |  |  |  |  |  |  |  |  |  |
| |                                              |  |  |  |  |  |  |  |  |  |  |  |  |  |  |  |
| | 30. Ferdinand I của Thánh chế La Mã          |  |  |  |  |  |  |  |  |  |  |  |  |  |  |  |
| |                                              |  |  |  |  |  |  |  |  |  |  |  |  |  |  |  |
| |                                              |  |  |  |  |  |  |  |  |  |  |  |  |  |  |  |
| | 15. Johanna của Áo                           |  |  |  |  |  |  |  |  |  |  |  |  |  |  |  |
| |                                              |  |  |  |  |  |  |  |  |  |  |  |  |  |  |  |
| |                                              |  |  |  |  |  |  |  |  |  |  |  |  |  |  |  |
| | 31. Anna của Bohemia và Hungary              |  |  |  |  |  |  |  |  |  |  |  |  |  |  |  |
| |                                              |  |  |  |  |  |  |  |  |  |  |  |  |  |  |  |
| |                                              |  |  |  |  |  |  |  |  |  |  |  |  |  |  |  |

## Hậu duệ
| Tên                        | Chân dung | Ngày sinh và ngày mất                               | Ghi chú                                                  |
| -------------------------- | --------- | --------------------------------------------------- | -------------------------------------------------------- |
| Marie Louise của Orléans   |           | 26 tháng 3 năm 1662 - 12 tháng 2 năm 1689 (26 tuổi) | Kết hôn với Carlos II của Tây Ban Nha. Không hậu duệ.    |
| Philippe Charles d'Orléans |           | 16 tháng 7 năm 1664 - 8 tháng 12 năm 1666 (2 tuổi)  | Chết non.                                                |
| Một con gái                |           | 9 tháng 7 năm 1665                                  | Sinh non.                                                |
| Anne Marie của Orléans     |           | 27 tháng 8 năm 1669 - 26 tháng 8 năm 1728 (58 tuổi) | Kết hôn với Vittorio Amadeo II của Sardegna. Có hậu duệ. |